# Riàbinki (Vladímir)
|  | Per a altres significats, vegeu «Riàbinki». |

Riàbinki (en rus: Рябинки) és un poble de l'óblast de Vladímir, a Rússia, segons el cens del 2010 tenia 29 habitants. Pertany al districte municipal de Iúriev-Polski.